# Галинский, Борис Вениаминович
Борис Вениаминович Галинский (1909, Одесса, Российская империя — 19 июля 1975, Одесса, СССР) — советский спортивный журналист, писатель, историк спорта и общественный деятель.

## Биография
Родился в 1909 году в Одессе.
В 1930 году связал свою судьбу с Коммунистической партией СССР, которая посылала его на различные участки: он заведовал отделом народного образования в глубинном (Чаплинском) районе, возглавлял Одесский городской комитет по физкультуре и спорту, руководил отделом пропаганды и агитации в Одесском горкоме партии, замещал редактора Одесской областной газеты «Большевистское знамя».
Накануне Великой Отечественной войны по партийному набору ушёл на службу в Военно-Морской Флот, которому отдал почти двадцать лет жизни. Вышел в отставку в 1956 году в звании капитана второго ранга.
Политработника Бориса Вениаминовича Галинского хорошо знали на Балтике и Каспии, он награждён Орденом Отечественной войны второй степени, двумя Орденами Красной Звезды и девятью медалями.
О нём тепло вспоминали военачальники, писатели, с которыми он по роду своей деятельности поддерживал постоянные связи.
Выйдя в отставку, Галинский с головой погрузился в общественную работу. С 1958-го по 1960 гг. он, бывший капитан одесского футбольного клуба «Динамо», работал старшим тренером и начальником ФК «Черноморец».
Борис Вениаминович читал лекции, работал на руководящих должностях в городской и областной федерациях футбола, но главным делом его жизни была спортивная журналистика. Он публиковался в центральных и республиканских изданиях, с готовностью откликался на предложения местных газет, радио и телевидения.
В 1969 году в одесском издательстве «Маяк» вышла его книга «Черноморцы» о становлении и спортивном пути команды «Черноморец», получившая высокую оценку в центральной печати.
С осени 1975 года традиционный турнир на приз закрытия футбольного сезона в Одессе стали проводить в память о Борисе Галинском. Победителями и первыми обладателями приза Галинского стали футболисты «Черноморца».

## Книги
- Галинский Б. В. / Черноморцы. — Издательство: Маяк, Одесса. 1969. — 176 с.: ил.